# Randilella transvaalensis
Genre
Espèce
Randilella transvaalensis, unique représentant du genre Randilella, est une espèce d'opilions laniatores de la famille des Trionyxellidae.

## Distribution
Cette espèce est endémique du Limpopo en Afrique du Sud. Elle se rencontre vers Magoebaskloof, Malta, Entabeni et Hanglip.

## Description
Le mâle holotype mesure 5,5 mm et la femelle paratype 6,4 mm.

## Étymologie
Son nom d'espèce, composé de transvaal et du suffixe latin -ensis, « qui vit dans, qui habite », lui a été donné en référence au lieu de sa découverte, le Transvaal.

## Publication originale
- Lawrence, 1963 : « The Opiliones of the Transvaal. » Annals of the Transvaal Museum, vol. 24, no 4, p. 275–304 (texte intégral).